# 衝出不歸路
是一部2015年上映的韓國獨立電影，由曾參與電影《我的愛在我身邊》劇本潤色的崔正烈執導，這也是他的首部長篇電影作品，金志洙、金俊勉、柳俊烈、金熙燦主演，於2015年5月1日至6月7日拍攝。電影於2015年10月1日至10日舉行的第20屆釜山國際電影節舉行首映，2016年3月24日在韓國院線上映，並於同年10月27日發行DVD。

## 劇情介紹
成宇（金俊勉飾）和死黨們勇飛（金志洙飾）、智恭（柳俊烈飾）、都敏（金熙燦飾）相約在他入伍前到海邊玩，晚餐後因都敏嘔吐來到港口，發現一名男子正毆打著一名女子，勇飛為了制止男子而上前勸阻，雙方因而打了起來，怎料原先助人的好意讓他們成為被警察追捕的對象。在四人逃於警方追捕時，成宇因為車禍在醫院昏迷不醒，其他三人則被控殺人罪，唯一的目擊證人還提供假證據。

## 演員陣容

### 主要人物
- 金志洙 飾演 勇飛
- 金俊勉 飾演 成宇
- 柳俊烈 飾演 智恭
- 金熙燦 飾演 都敏

### 其他人物
- 金烔完 飾演 勇飛的哥哥
- 金鍾洙 飾演 吳組長
- 崔俊榮 飾演 崔刑警
- 李珠實（朝鲜语：이주실） 飾演 成宇祖母
- 文熙景 飾演 智恭母親
- 劉河福（朝鲜语：유하복） 飾演 都敏父親
- 李智妍（朝鲜语：이지연 (1984년)） (音譯) 飾演 朴恩惠
- 鄭道元 飾演 白刑警
- 許俊碩 飾演 暴力的男人
- 李賢 飾演 急診室醫生
- 李東勇 飾演 警察1
- 權赫 飾演 警察2
- 鄭基燮 飾演 酒醉的客人
- 安世浩 飾演 拘留所當值警察
- 李尚熙 飾演 護士
- 柳泰浩 飾演 手術室醫生
- 權範澤 飾演 法官
- 楊希明 飾演 送貨員
- 劉大炯 飾演 棒球隊前輩
- 金菲菲 飾演 華爾茲職員
- 金書賢 飾演 炸雞店接吻的男女
- 金允珠 飾演 炸雞店接吻的男女

## 電影節展映
2015年
- 第20屆釜山國際電影節 韓國電影的今日

2016年
- 第18屆首爾國際青少年電影節
- 第11屆倫敦韓國電影節
- 第4屆茂朱山谷電影節

## 獲獎與提名
| 年份 | 頒獎禮                         | 獎項                | 入圍者 | 結果 |
| ---- | ------------------------------ | ------------------- | ------ | ---- |
| 2015 | 第5屆CINE ICON: KT&G演員企劃展 | NEW ICON            | 金熙燦 | 提名 |
| 2015 | 第5屆CINE ICON: KT&G演員企劃展 | NEW ICON            | 金俊勉 | 提名 |
| 2015 | 第5屆CINE ICON: KT&G演員企劃展 | NEW ICON            | 金志洙 | 提名 |
| 2016 | 第52屆百想藝術大賞             | 電影部門 男子人氣獎 | 金俊勉 | 提名 |
| 2016 | 河内國際電影節                 | 陪審團獎 - 最佳電影 | 崔正烈 | 獲獎 |
| 2016 | 第37屆青龍電影獎               | 最佳新人男演員      | 金志洙 | 提名 |
| 2017 | 第22屆春史電影獎               | 最佳新人男演員      | 金志洙 | 提名 |